# Asociación Nacional de Fútbol Tibetano
La Asociación Nacional de Fútbol Tibetano (en inglés: Tibetan National Football Association; abreviado TNFA) es el organismo rector del fútbol en el Tíbet, con sede en Dharamsala. Fue fundada en 2000 por los refugiados tibetanos en la India, y no es miembro de la FIFA ni de ninguna confederación continental, aunque forma parte del NF-Board. Organiza los torneos nacionales, así como los partidos de la selección nacional.